# Palm V
Palm V és un assistent digital personal (PDA) de 3Com .
Llançat el 1999 per 3Com, el PDA té una carcassa d'alumini que conté una unitat central de processament Dragonball EZ (capaç d'overclocking a 39 MHz) i 2 MB de memòria. La pantalla en escala de grisos de 16 tons té una il·luminació de fons i una resolució més gran que la de la generació anterior Palm III . A diferència d'aquest dispositiu més antic, que utilitza bateries d'un sol ús (AAA), el Palm V té una bateria d'ió de liti recarregable integrada amb una càrrega prevista d'entre 1 – 2 setmanes. Els Palm V estan equipats amb un port sèrie que és elèctricament però no físicament compatible amb l'estàndard de telecomunicacions EIA-232-D (el nou disseny de la carcassa impedeix que els accessoris compatibles amb Palm III es connectin al port) i un consumidor Transceptor IR.
En el seu llançament, el Palm V va costar uns 500 USD 630 tot i – s'havia reduït a – US$300 el gener de 2000 (equivalent a uns 470 dòlars el 2021). Les unitats venudes a finals de 1999 es van carregar prèviament amb la versió 3.0 de Palm OS, tot i que la 3.3 estava disponible per descarregar i instal·lar. L'IBM WorkPad c3 és el Palm V, reetiquetat.
Will Smith d' Ars Technica es va entusiasmar amb el seu Palm V l'any 1999, i el va recomanar a tots els interessats, excepte als usuaris de Palm III per als quals l'actualització de les especificacions tècniques no va ser prou substancial. Escrivint per a TechRepublic el gener de 2000, Jeff Thompson estava ple d'elogis per al Palm V, tant per a usos personals com empresarials.